# Пол Тибетс
Пол Тибетс (на английски: Paul Warfield Tibbets, Jr.) е американски бригаден генерал от ВВС на САЩ.
Известен е най-вече като командир на ядрената ескадрила и пилот на бомбардировача B-29 „Енола Гей“, който на 6 август 1945 г. пуска атомната бомба „Little Boy“ над град Хирошима, Япония в края на Втората световна война.